# John Stearns
John Stearns (* 1770; † 1848 in New York City) war ein US-amerikanischer Arzt.

## Leben und Wirken
John Stearns, dessen Vater Arzt war, erhielt seine Ausbildung im Yale College, gefolgt von einem Praktikum bei einem Landarzt und schließlich dem Medizinstudium am College of Physicians of Philadelphia. 1793 ließ er sich als Arzt in Waterford (New York) nieder.
Mit zwei Kollegen gründete er eine Vereinigung zur Bekämpfung des Kurpfuschertums. 1806 entstanden daraus 20 regionale Vereinigungen und 1807 eine Bundesstaats-Vereinigung, deren Sekretär Stearns in den ersten sieben Jahren war. Später (1819–1821) wurde er zum Präsidenten dieser Bundesstaats-Vereinigung gewählt. Für vier Jahre (1810–1813) wurde er in das Parlament des Bundesstaates in Albany geschickt. Anschließend verlegte er seine Praxis nach New York City.

## Werke
- Account of the Pulvis parturiens, a Remedy for Quickening Child-Birth. In: New York Medical Repository, Hexade II, Band V (1808), S. 308–309 (Digitalisat)
- An essay on the bilious epidemic fever, prevailing in the state of New-York : to which are added, a letter from Dr. James Mann, hospital-surgeon ; and a dissertation by Dr. John Stearns, delivered before the state medical society, on the same subject ; with notes and observations on these productions. H. C. Southwick, Albany 1813 (Digitalisat)
- An address delivered before the Medical Society of the State of New-York, and the members of the legislature : at the capitol in the city of Albany, the 2d. of February, 1820, on the influence of the mind upon the body in the production and cure of diseases. E. & E. Hosford, Albany 1820 (Digitalisat)
- Philosophy of mind, developing new sources of ideas, designating their distinctive classes, and simplifying the faculties and operations of the whole mind. W. Osborne, New York 1840 (Digitalisat)
- An address, delivered on the occasion of assuming the chair as president, at the first regular meeting of the New York Academy of Medicine, February 3d, 1847. H. Ludwig, New York 1847 (Digitalisat)